# Draeculacephala minerva
Draeculacephala minerva är en insektsart som beskrevs av Ball 1927. Draeculacephala minerva ingår i släktet Draeculacephala och familjen dvärgstritar. Inga underarter finns listade i Catalogue of Life.